# Alpha (film, 2025)
Alpha är en fransk dramafilm som hade premiär på Cannes filmfestival den 19 maj 2025. Den är regisserad av Julia Ducournau som även skrivit filmens manus.

## Handling
Alpha, 13 år, är en problemtyngd tonåring som bor ensam med sin mamma. En dag kommer hon hem från skolan med en tatuering på armen och deras värld rasar samman.

## Rollista (i urval)
- Tahar Rahim
- Golshifteh Farahani
- Emma Mackey
- Finnegan Oldfield